# Pretinho do barrete encarnado
O pretinho do barrete encarnado é um ser da mitologia infantil portuguesa. O pretinho do barrete encarnado é um ser benfazejo travesso e provocador. 
"O pretinho do barrete encarnado aparece sempre à hora de maior calma. É uma entidade graciosa que faz figas e pirraças às crianças para as enraivecer. Diz-se que é o filho mais novo do Diabo, que desobedeceu ao pai por ser amigo das almas boas, principalmente das crianças. Por isso tem para estas também um carácter benévolo."